# Roque Máspoli
Roque Gastón Máspoli Arbelvide (12. října 1917, Montevideo – 22. února 2004, Montevideo) byl uruguayský fotbalista. Hrával na pozici brankáře.
S uruguayskou reprezentací vyhrál mistrovství světa roku 1950. Na tomto šampionátu byl federací FIFA zařazen i do all-stars týmu. Hrál i na světovém mistrovství roku 1954, kde Uruguayci skončili čtvrtí. Celkem za národní tým odehrál 38 utkání.
S Peñarolem Montevideo se stal šestkrát mistrem Uruguaye (1944, 1945, 1949, 1951, 1953, 1954).
Po skončení hráčské kariéry se stal úspěšným trenérem. Peñarol přivedl roku 1966 k zisku nejprestižnější jihoamerické klubové mezinárodní trofeje Poháru osvoboditelů a následně i Interkontinentálního poháru.